# Nokia 1220
Nokia 1220 – telefon komórkowy firmy Nokia, wydany na rynek w 1999 roku.

## Funkcje dodatkowe
- Słownik T9
- Kalendarz
- Zegarek
- Budzik
- Kalkulator